# Helsingborgs närradio
Helsingborgs närradio är en närradiostation som sänder på frekvensen 99,2 MHz över Helsingborg och via Internet. Stationen inledde sina sändningar 1982. Våren 2018 hade Helsingborgs närradio 19 000 lyssnare per dag, vilket motsvarade 6,9 % av möjliga lyssnare.

## Historik
1979 ansökte pingstförsamlingen i Helsingborg om att få sända närradio och fick i augusti 1982 tillstånd att börja sända med stadionsbeteckningen Radio City. Församlingens studio ställdes till förfogande för de föreningar som ville sända närradio. Radio Citys medarbetare ansvarar fortfarande för att tekniken inklusive sändare fungerar.

## Programutbud
Våren 2017 sände sex föreningar regelbundet egenproducerade program i närradion.
Helsingborgs närradio direktsände även Helsingborgs kommunfullmäktiges sammanträden.